# District de Putnok
Le district de Putnok (en hongrois : Putnoki járás) est un des 16 districts du comitat de Borsod-Abaúj-Zemplén en Hongrie. Créé en 2013, il compte 19 081 habitants et rassemble 26 localités : 25 communes et une seule ville, Putnok, son chef-lieu.
Cette entité a été une première fois créée en 1910 au sein du comitat de Gömör és Kis-Hont jusqu'au Traité de Trianon où une partie de ses communes est devenu territoire tchécoslovaque. L'autre partie des communes, restées en Hongrie, est passé dans différents comitats jusqu'à la suppression du district en 1961.

## Localités
- Aggtelek
- Alsószuha
- Bánréve
- Dubicsány
- Dövény
- Felsőkelecsény
- Felsőnyárád
- Gömörszőlős
- Hét
- Imola
- Jákfalva
- Jósvafő
- Kelemér
- Királd
- Kánó
- Putnok
- Ragály
- Sajómercse
- Sajónémeti
- Sajópüspöki
- Sajóvelezd
- Serényfalva
- Szuhafő
- Trizs
- Zubogy
- Zádorfalva